# Black Forest Games
Black Forest Games GmbH — німецький розробник відеоігор, що базується в Оффенбурзі. Компанію було засновано в липні 2012 року командою з 40 співробітників, включаючи головного виконавчого директора Андреаса Шпеєра, який раніше працював у збанкрутілій Spellbound Entertainment. Станом на 2025 рік це дочірня компанія THQ Nordic.

## Історія
Після випуску Arcania: Fall of Setarrif розробник гри, Spellbound Entertainment, подали заяву про банкрутство у березні 2012 року. Після завершення процесу, 13 липня 2012 року, було оголошено, що Black Forest Games зі штаб-квартирою в Оффенбурзі стане наступником Spellbound, де залишаться працювати 40 колишніх співробітників з 65 осіб, більшість з яких становили собою колишнє керівництво студії, включаючи головного виконавчого директора Андреаса Шпеєра.
У липні 2012 року Black Forest Games запустили краудфандингову кампанію на Kickstarter для нової частини The Great Giana Sisters під кодовою назвою «Project Giana». У грі представлена музика від композитора оригінальної The Great Giana Sisters Кріса Гулсбека та шведського рок-гурту Machinae Supremacy. Giana Sisters: Twisted Dreams була випущена 23 жовтня 2012 року для Microsoft Windows з пізнішими випусками на Xbox Live Arcade, PlayStation Network і Nintendo eShop.
Rogue Stormers було представлено на Game Developers Conference 2010 у Сан-Франциско під робочою назвою «RavensDale», хоча розроблялася вона ще з 2007 року. Після невдалої спроби на Kickstarter у 2013 році розробку гри було призупинено. Під час другої спроби на початку 2014 року, проєкт вже з робочою назвою «DieselStormers», було успішно профінансовано на Kickstarter, перейшовши у дочасний доступ в Steam у липні 2014 року. У зв'язку з реєстрацією товарного знаку «DieselStormers» та успішний позов компанії Diesel S.p.A., Black Forest Games вирішили змінити назву з DieselStormers на Rogue Stormers.
В серпні 2017 року шведська холдингова компанія Embracer Group повідомила про придбання 100% акцій Black Forest Games GmbH та усієї ІВ студії за €900 тисяч, яка відтепер підпорядковується їх оперативній групі THQ Nordic. Також Fade to Silence було анонсовано на The Game Awards 2017. Це симулятор виживання, дія якого відбувається в засніженому лісі, і гравець повинен збирати ресурси, будувати притулок і вербувати напарників, щоб вижити. Гра з’явилася в ранньому доступі в Steam 14 грудня 2017 року, а повноцінний реліз відбувся 30 квітня 2019 року для Microsoft Windows, PlayStation 4 і Xbox One.
7 червня 2019 року THQ Nordic анонсували ремейк науково-фантастичної гри 2005 року Destroy All Humans! знаходиться в розробці в Black Forest Studios, з запланованим випуском на 2020 рік для Microsoft Windows, PlayStation 4 і Xbox One. У ремейк увійшов весь вирізаний з оригіналу розробленого Pandemic Studios вміст. У серпні 2019 року Google також оголосили, що гра буде доступна для Stadia.
У серпні 2023 року було оголошено, що Black Forest Studios працює над грою на основі Teenage Mutant Ninja Turtles: The Last Ronin для платформ PlayStation 5, Xbox Series X/S і Microsoft Windows.
У січні 2024 року стало відомо, що через реструктуризацію Embracer Group з Black Forest Studios звільнили приблизно 50% персоналу, в той час як креативні директори та більшість керівників зберегли свої робочі місця і посади.

## Розроблені відеоігри
| Дата випуску | Назва                                                  | Доступні платформи                                 | Видавці               | Дж.    |
| ------------ | ------------------------------------------------------ | -------------------------------------------------- | --------------------- | ------ |
| 2012         | Giana Sisters: Twisted Dreams                          | Microsoft Windows                                  | Black Forest Games    | [ 17 ] |
| 2013         | Giana Sisters: Twisted Dreams                          | PlayStation 3, Wii U, Xbox 360                     | Black Forest Games    |        |
| 2013         | Giana Sisters: Twisted Dreams - Rise of the Owlverlord | Microsoft Windows                                  | Black Forest Games    |        |
| 2015         | Giana Sisters: Dream Runners                           | Microsoft Windows, PlayStation 4, Xbox One         | Black Forest Games    |        |
| 2016         | Rogue Stormers                                         | Linux, Microsoft Windows, PlayStation 4, Xbox One  | Black Forest Games    | [ 18 ] |
| 2016         | Titan Quest: Anniversary Edition                       | Microsoft Windows                                  | THQ Nordic            |        |
| 2017         | Bubsy: The Woolies Strike Back                         | Microsoft Windows, PlayStation 4                   | UFO Interactive Games |        |
| 2018         | Giana Sisters: Twisted Dreams – Owltimate Edition      | Nintendo Switch                                    | Black Forest Games    |        |
| 2018         | Titan Quest                                            | Microsoft Windows, PlayStation 4, Xbox One         | THQ Nordic            |        |
| 2019         | Fade to Silence                                        | Microsoft Windows, PlayStation 4, Xbox One         | THQ Nordic            | [ 19 ] |
| 2020         | Destroy All Humans!                                    | Microsoft Windows, PlayStation 4, Stadia, Xbox One | THQ Nordic            | [ 20 ] |
| 2021         | Destroy All Humans!                                    | Nintendo Switch                                    | THQ Nordic            |        |
| 2022         | Destroy All Humans! Clone Carnage                      | Microsoft Windows, PlayStation 4, Xbox One         | THQ Nordic            |        |
| 2022         | Destroy All Humans! 2: Reprobed                        | Microsoft Windows, PlayStation 5, Xbox Series X/S  | THQ Nordic            | [ 21 ] |
| 2023         | Destroy All Humans! 2: Reprobed                        | PlayStation 4, Xbox One                            | THQ Nordic            |        |
| ЩНВ          | Teenage Mutant Ninja Turtles: The Last Ronin           | Microsoft Windows, PlayStation 5, Xbox Series X/S  | THQ Nordic            | [ 15 ] |